# Couleurkarte

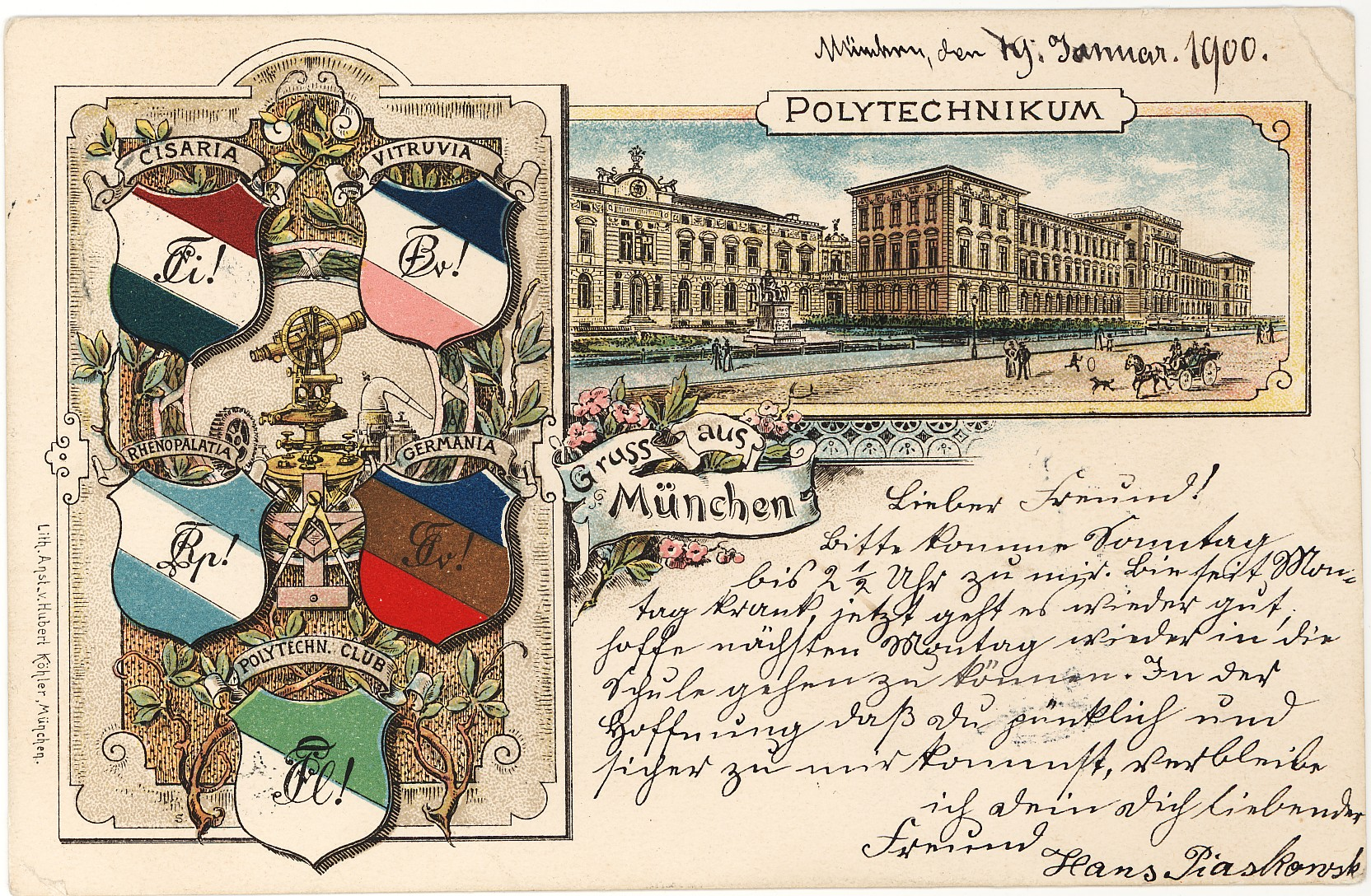
Lithografie von 1900 (Couleurkarte) vom Polytechnikum in München, das heute Technische Universität München heißt.

Typische Couleurkarte mit dem Wappen der Verbindung und Unterschriften mit Zirkeln.

Als Couleurkarte bezeichnet man eine Postkarte einer Studentenverbindung, die mit verschiedenen Couleurelementen der Verbindung bedruckt ist. Die Couleurkarte kam kurz nach Einführung der Postkarten Mitte der 1860er Jahre auf, stellt also eine Anpassung studentischer Gebräuche an ein verändertes Kommunikationsverhalten dar. Die Motive leiten sich dabei vom Stammbuchblatt des 18. Jahrhunderts und dem Kneipbild ab. In der Regel sind das Wappen,  Zirkel,  Farbstreifen oder -schilde. Verbreitet sind ebenfalls Ansichten der Universitätsgebäude oder des Universitätsortes, aber auch Genredarstellungen aus dem verbindungsstudentischen Leben (Kneipe, Mensur etc.). Satirische Darstellungen, zum Beispiel von Tieren im Couleur der jeweiligen Verbindung, waren früher üblich, sind heute aber eher selten geworden.
Couleurkarten werden dazu verwendet, Grüße von Veranstaltungen der Verbindung an Personen zu schicken, die nicht dabei sein können. Üblich ist es dabei, Unterschriften von möglichst vielen Veranstaltungsteilnehmern auf der Karte zu vereinen, um einen Eindruck von der Stimmung und dem Erfolg der Veranstaltung zu vermitteln.
Die Motive sind dabei möglichst zeitlos gehalten, damit die Karten über einen längeren Zeitraum verwendet werden können (Kostenersparnis durch hohe Auflage). Manchmal werden aber auch Karten bei besonderen Ereignissen, wie großen Stiftungsfesten oder Universitätsjubiläen, speziell aufgelegt.
Historische, aber auch zeitgenössische Couleurkarten sind heute ein beliebtes Sammelobjekt nicht nur von Verbindungsstudenten.